# Hoogmade
Hoogmade is een dorp in de Nederlandse gemeente Kaag en Braassem, provincie Zuid-Holland, met ongeveer 1700 inwoners (2019). Het dorp ligt ten oosten van Leiden en ten noordwesten van Alphen aan den Rijn, aan het riviertje de Does. Ten oosten van Hoogmade ligt de Wijde Aa.

## Geschiedenis

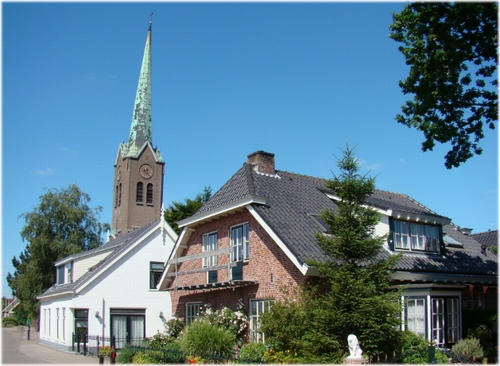
Hoogmade-centrum in 2008

Hoogmade wordt in de dertiende eeuw (1252) voor het eerst genoemd in schriftelijke bronnen als het wordt geschonken aan Dirk van Poelgeest. Het tweede lid van de naam -made betekent hooiland (vergelijk ook Alkemade).
Het was van circa 1255 tot 1572 een hoge heerlijkheid. De heer van Hoogmade was gerechtigd zware straffen uit te spreken, waaronder de doodstraf. Daarna werd Hoogmade wegens insolvabiliteit door de weduwe van Poelgeest verkocht aan de rijke koopman Cornelis Sprongh voor 60 duizend gulden, en werd het een lage heerlijkheid. In de Franse tijd werden de heerlijke rechten vanaf 1795 afgeschaft en werden de heerlijkheden (en daarmee het feodalisme) opgeheven. In de 19e eeuw is het dorp in verval geraakt, maar in de jaren 50 van de 20ste eeuw kwam hierin een kentering en is men begonnen aan de ontwikkeling.
Tot 1855 was Hoogmade een zelfstandige gemeente. Daarna werd het achtereenvolgens onderdeel van de gemeente Woubrugge (1855), van de gemeente Jacobswoude (1991) en van de gemeente Kaag en Braassem (1 januari 2009), een samengaan van Alkemade en Jacobswoude.
Op 4 november 2019 werd de Onze-Lieve-Vrouw-Geboortekerk uit 1931 voor een groot deel verwoest door een uitslaande brand.

## Monumenten[4]
- Doesmolen, wipmolen uit 1630
- Grosmolen, wipmolen uit 1640
- Vlietmolen, wipmolen uit 1913
- Hoogmadese molen, wipmolen aan het Noordeinde uit 1897

Een monumentale woonboerderij aan de Boskade in Hoogmade, bewoond door Cees van Leeuwen, moest omstreeks 2002 wijken voor de aanleg van de HSL. Deze boerderij is thans in het Nederlands Openluchtmuseum in Arnhem te zien. 
Zie ook
- Lijst van rijksmonumenten in Hoogmade
- Lijst van gemeentelijke monumenten in Hoogmade

## Molens van Hoogmade

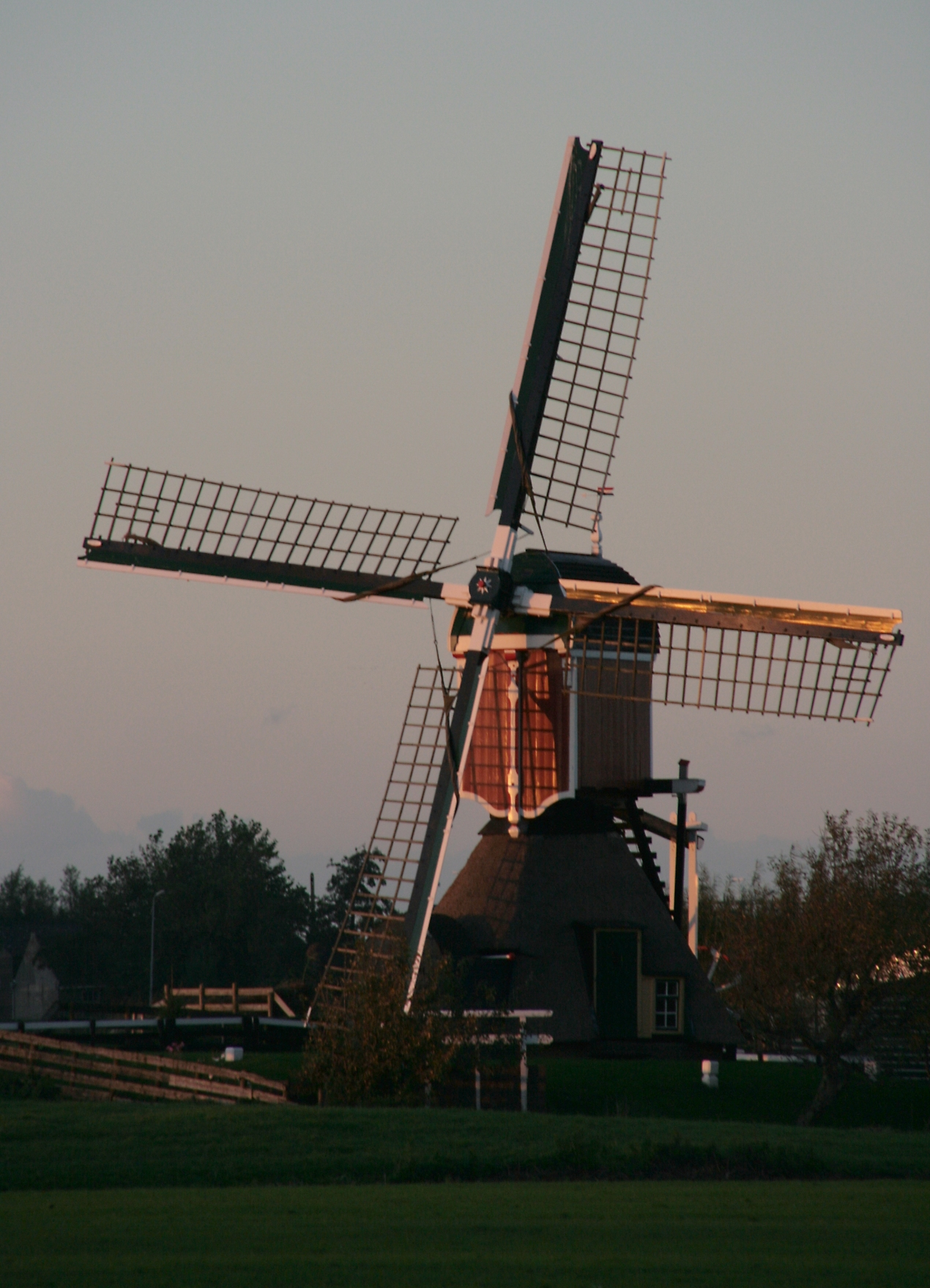
Doesmolen
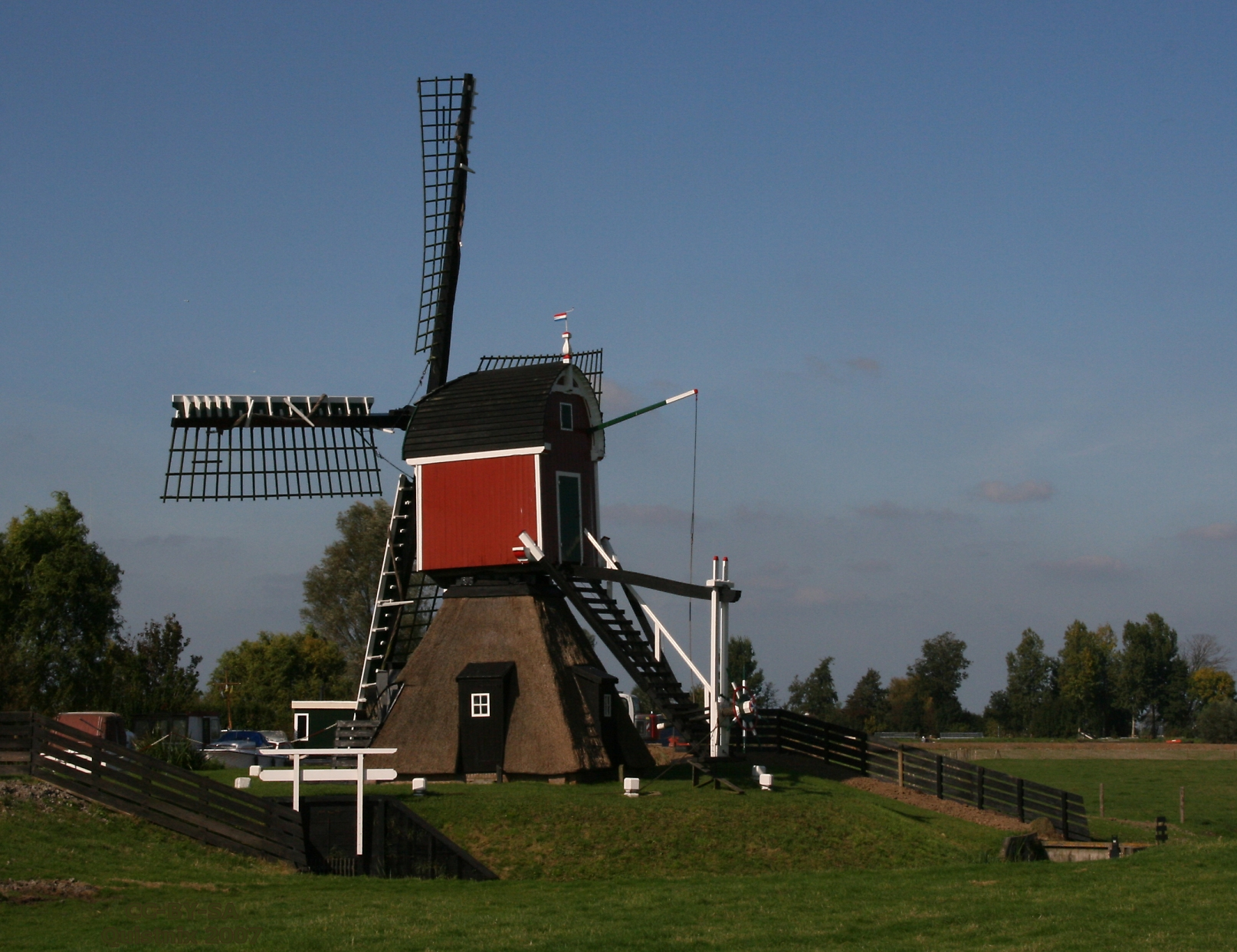
Grosmolen
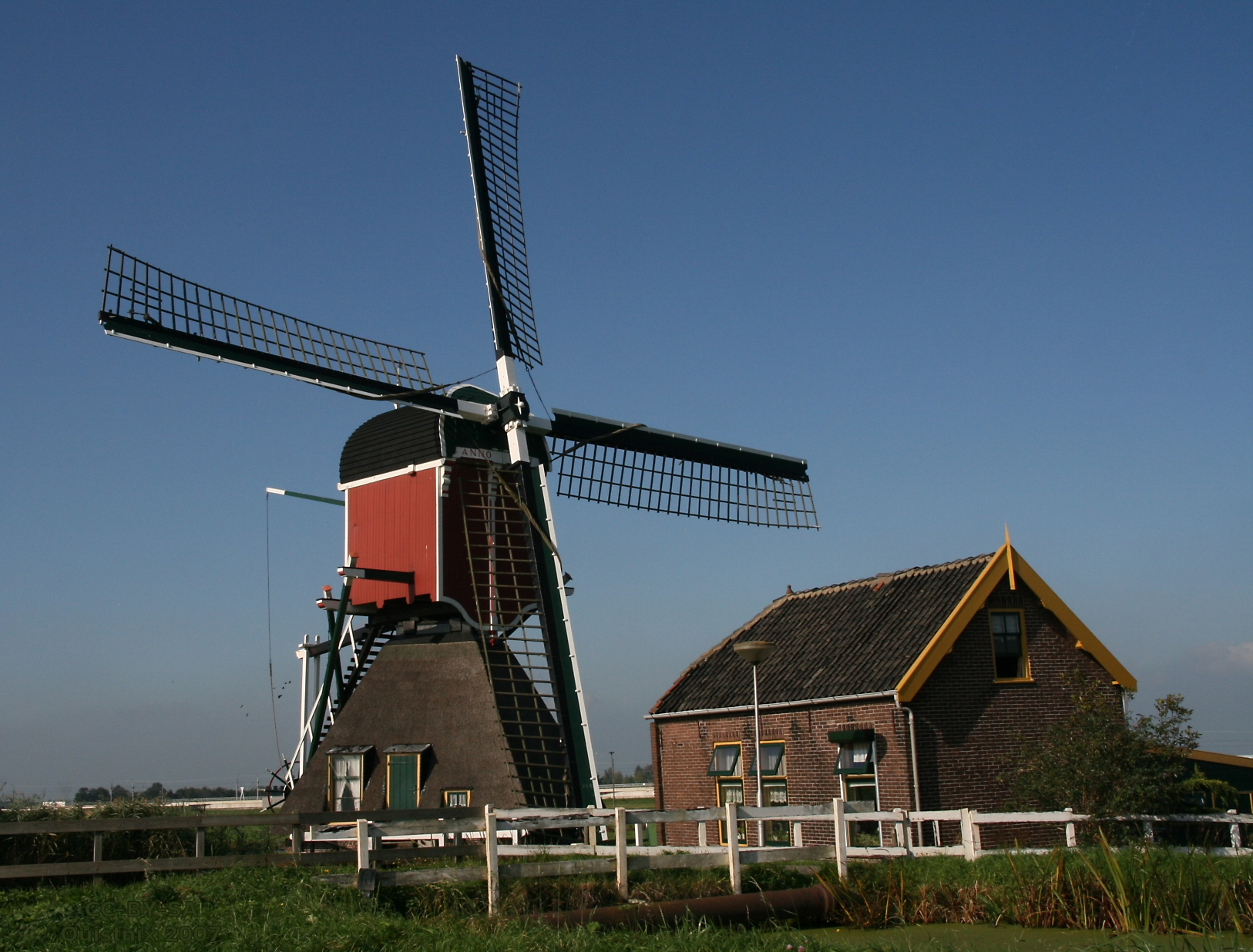
Hoogmadese molen
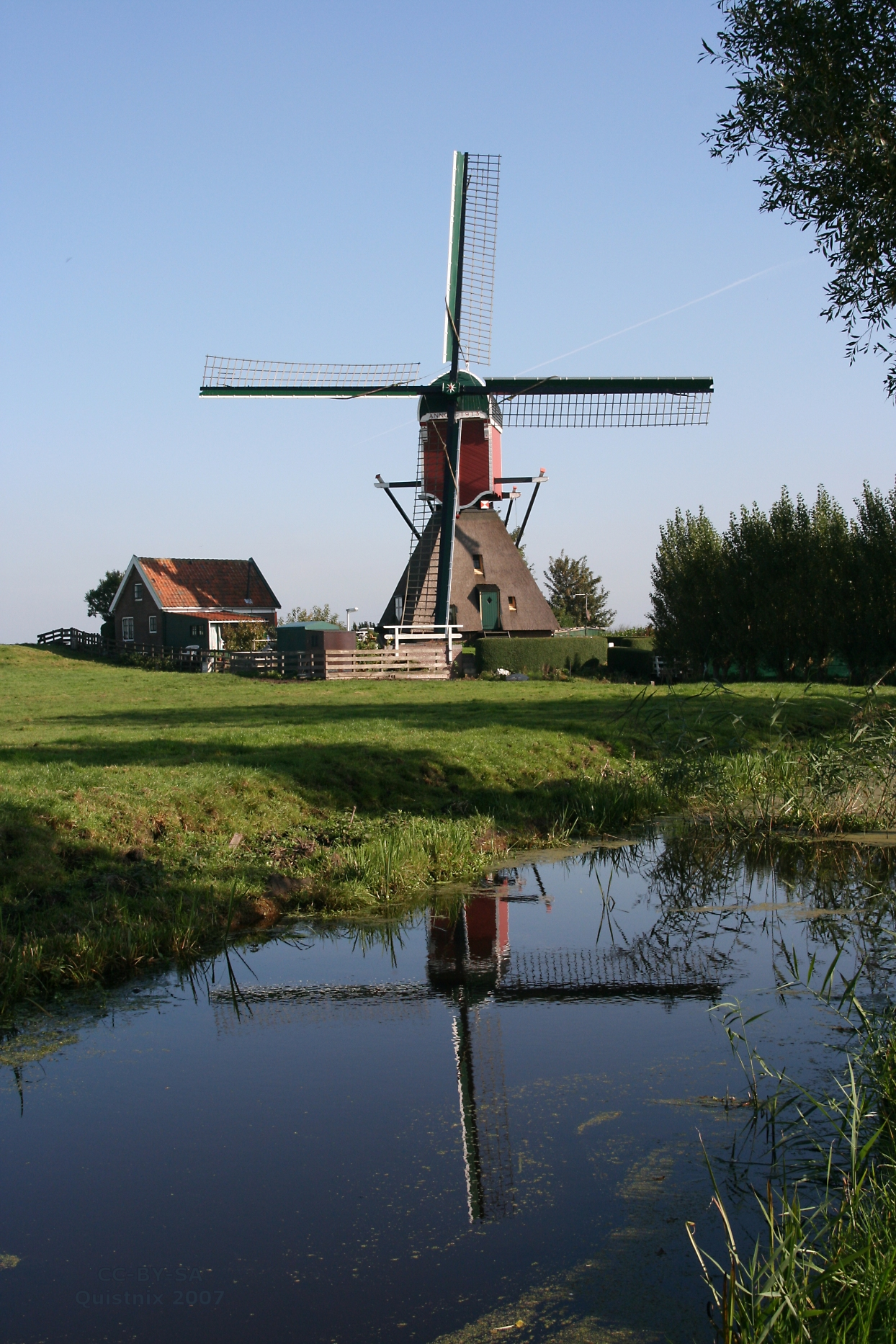
Vlietmolen

## Sport en recreatie
Deze plaats is gelegen aan de Europese wandelroute E11, ter plaatse ook wel Marskramerpad geheten. De route komt via de weilanden van Leiderdorp en loopt langs de Wijde Aa naar Woubrugge.
In deze plaats zijn verschillende sportverenigingen te vinden, zoals voetbalclub M.M.O (Met Moeite Opgericht), tennisvereniging TV Hoogmade en roeivereniging Sloepweesje. 

## Geboren
- Mai Verbij (1992), radio-dj

Dorpen: Hoogmade · Kaag · Leimuiden · Nieuwe Wetering · Oud Ade · Oude Wetering · Rijnsaterwoude · Rijpwetering · Roelofarendsveen · Woubrugge

Buurtschappen: Bilderdam · Ofwegen · Vriezekoop · Zevenhuizen

Zuid-Holland: Steden en dorpen      Nederland: Provincies · Gemeenten